# Jardín Botánico de la Universidad de Karlsruhe
El Jardín Botánico de la Universidad de Karslruhe (en alemán: Botanischer Garten der Universität Karlsruhe, o también Botanischer Garten der Karlsruher Institut für Technologie) es un jardín botánico que se encuentra en el campus de la universidad de Karlsruhe en Karlsruhe, Alemania. 
Está administrado por el Karlsruher Institut für Technologie (KIT). 
El código de identificación internacional del Botanischer Garten der Universität Karlsruhe como miembro del “Botanic Gardens Conservation Internacional” (BGCI), así como las siglas de su herbario es UNKAR.

## Localización
Botanischer Garten der Universitat Karlsruhe (TH), Kaiserstrasse 12, Karlsruhe, Baden-Württemberg-Baden-Wurtemberg, Deutschland-Alemania.
Planos y vistas satelitales.49°0′46.44″N 8°25′8.76″E / 49.0129000, 8.4191000
Está abierto todos los días de la semana y los domingos, la entrada es libre. 

## Historia
La ciudad de Karlsruhe tiene dos jardines botánicos el municipal y el de la universidad que se complementan mutuamente en sus funciones. 
Mientras que el jardín municipal sirve sobre todo a la recuperación y el placer estético de la población, el jardín botánico de la universidad enfoca sus tareas en la investigación y la enseñanza. 
Además la preservación de las plantas amenazadas de extinción hace tareas de inventariado genético. A pesar de dificultades en las condiciones básicas expositivas (reducción de los terrenos, invernaderos necesitados de remodelado), el jardín busca con vistas al futuro, el diálogo con el público en general.

## Colecciones
El jardín botánico alberga 5,700 especies de plantas, incluyendo 1,930 especies amenazadas según la Lista Roja de la UICN o las convenciones del CITES. Sus tres mayores objetivos son:
- Investigación, particularmente en la comprensión de las bases moleculares del desarrollo, crecimiento, y metabolismo, con proyectos específicos en Arabidopsis thaliana, Gnetum gnemon, Nicotiana tabacum, Oryza sativa, y Vitis vinifera. Actualmente el jardín cultiva unas 50 especies de parras silvestres de uvas para el uso en la investigación contra el moho suave, así como una colección de especies de arroz salvaje procedentes de todo el mundo.

- Enseñanza, para la cual el jardín proporciona el material vegetal para los cursos y se utiliza para las excuriones al campo y la comparación de los tipos de plantas.

- Conservación de especies raras y variedades de plantas, incluyendo Althaea hirsuta, Androsace septentivionalis, Apium graveolens, Campanula cervicaria, Cnidium dubium, Equisetum x trachyodon, Gentiana cruziata, Leonurus cardica, Ludwigia palustris, Marsilea quadrifolia, Polystichum braunii, Populus nigra, Salix repens, Scirpus carinatus, Scirpus triqueter, Stipa ioannis, Taraxacum acoriferum, Taraxacum balticiforme, Taraxacum germanicum, Taraxacum pollichii, Trapa natans, Vaccinium x intermedia, Viola uliginosa, y Vitis vinifera L. ssp. sylvestris. También mantiene unas buenas colecciones de suculentas y orquídeas.